# 2022年指控普京叛國倡議
2022年指控普京叛國倡議，是指俄羅斯聖彼得堡的部分市議員在2022年9月指控總統普京犯叛國罪的倡議，最後以失敗告終。該倡議來自聖彼得堡斯莫爾寧斯科耶行政區的地區議員，他們在2022年9月7日發放呼籲，指控普京因自2月起入侵烏克蘭而威脅俄羅斯本國的安全，因此犯下了叛國罪。兩天後，有份參與倡議的七名議員被召往警察局。

## 起因
自從2022年2月24日起，俄羅斯入侵烏克蘭；有七位分別來自聖彼得堡斯莫爾寧斯科耶行政區的市議員對此不滿，所以發動倡議。根據其中一位議員德米特里·帕柳加（Dmitry Palyuga），普京在開戰演講期間提及到需要烏克蘭「非軍事化」，但開戰後的現實卻是相反。他表示普京因此便正在傷害俄羅斯的安全，並説明：「我們希望讓大家看到，其實有議員不同意普京現在設定的軌道，并且相信普京正在損害俄羅斯聯邦的安全。我們想大家看到我們不怕講出來」。所以，參與倡議的議員認為普京的行動干犯了《俄羅斯憲法》第93條，而國家杜馬就可以根據叛國的罪名而剝奪總統的權力。

## 主要條文
倡議的條文在2022年9月7日由議員帕柳加公佈，提出了四個重點：
1. 在特別軍事行動下， 俄羅斯軍隊的部隊們正在被滅亡，使許多年輕力壯的公民死去或受傷。
2. 整個俄羅斯經濟都在遭受苦難。來自外國的組件不能被替換，外國公司又離開俄羅斯，加上教育水平較高的俄羅斯公民選擇移民外地，都不會不損害俄羅斯公民的經濟繁榮。[b]
3. 北約正在東擴。俄羅斯總統（就是普京）較早前不斷聲稱北約東擴正在威脅國家的安全。可是，正由於總統的行動的關係，芬蘭和瑞典都相繼決定加入北約。結果，俄羅斯與北約的邊界長了一倍多。[c]
4. 特別軍事行動聲稱的目的之一是令烏克蘭非軍事化。但是，現在成就的效果卻是相反。在特別軍事行動期間，烏克蘭接受了價值$380億元的軍事援助。這個價值比加拿大或波蘭每年的整個軍事開支還多。

最後，倡議在底下提供了以下的字句：「在這個情況下，我們要求作為國家杜馬議員的你來設立提案指控總統犯叛國罪，為了要解除他的職務」。
其後，帕柳加在與The Insider討論期間，表明了該倡議在斯莫爾寧斯科耶行政區的委員會裏，有十位議員中七位的支持。

## 影響
在2022年9月9日，也就是發佈倡議的兩天後，有參與該倡議的七名議員被召往位於聖彼得堡的警察局。俄羅斯聯邦內務部對他們發了通知，指控他們違反第32-FZ號聯邦法律，其中五名議員被要求提交價值4.4-4.7萬盧布的罰款。隨後在13日，斯莫爾寧斯科耶行政區的地區法院通過決定，基於該議會沒有舉行會議而把它解散。

### 莫斯科倡議
除了聖彼得堡的倡議之外，有來自莫斯科的議員也隨後發動了類似的倡議。在2022年9月8日，也就是聖彼得堡倡議發表的翌日，莫斯科羅蒙諾索夫區的議會提交了倡議，要求普京自願下臺。該倡議表示：“研究表明，相比於那些領導人只顧眼前利益的國家，在權力慣常交替的國家，人民的平均壽命更長、更好……鑑於上述情況，我們要求您辭職，因為您的觀點與管理模式已經極為過時，阻礙著俄羅斯人民的潛力發展”。

## 註腳
1. ↑  維基文庫：《俄羅斯憲法》第93條（英文版）
2. ↑  倡議所指的是，許多外國投資（特別是西方國家）自從俄烏戰爭在2014年爆發以後，對俄羅斯進行制裁
3. ↑  請分別看芬蘭加入北約和瑞典加入北約的過程